# Пайн-Веллі (округ Вашингтон, Юта)
Пайн-Веллі (англ. Pine Valley) — переписна місцевість (CDP) в США, в окрузі Вашингтон штату Юта. Населення — 249 осіб (2020).

## Географія
Пайн-Веллі розташований за координатами 37°23′25″ пн. ш. 113°30′21″ зх. д. / 37.39028° пн. ш. 113.50583° зх. д. (37.390273, -113.505907).  За даними Бюро перепису населення США в 2010 році переписна місцевість мала площу 8,91 км², уся площа — суходіл.

## Демографія
Згідно з переписом 2010 року, у переписній місцевості мешкало 186 осіб у 88 домогосподарствах у складі 74 родин. Густота населення становила 21 особа/км².  Було 461 помешкання (52/км²).
Расовий склад населення:
| - 97,8 % — білих - 1,1 % — корінних американців - 0,5 % — чорних або афроамериканців - 0,5 % — азіатів |

До двох чи більше рас належало 0,0 %. Частка іспаномовних становила 4,8 % від усіх жителів.
За віковим діапазоном населення розподілялося таким чином: 7,0 % — особи молодші 18 років, 60,2 % — особи у віці 18—64 років, 32,8 % — особи у віці 65 років та старші. Медіана віку мешканця становила 59,6 року. На 100 осіб жіночої статі у переписній місцевості припадало 100,0 чоловіків;  на 100 жінок у віці від 18 років та старших — 98,9 чоловіків також старших 18 років.
Цивільне працевлаштоване населення становило 77 осіб. Основні галузі зайнятості: фінанси, страхування та нерухомість — 32,5 %, роздрібна торгівля — 28,6 %, освіта, охорона здоров'я та соціальна допомога — 16,9 %.